# El Carpio de Tajo
El Carpio de Tajo è un comune spagnolo di 2 038 abitanti situato nella comunità autonoma di Castiglia-La Mancia.